# Campagnan
Campagnan település Franciaországban, Hérault megyében. Lakosainak száma 719 fő (2022. január 1.). Campagnan Bélarga, Paulhan és Saint-Pargoire községekkel határos.

## Népesség
A település népességének változása:
| Lakosok száma | 310  | 319  | 329  | 504  | 639  | 643  | 674  | 699  | 714  | 719  |
|               | 1968 | 1982 | 1990 | 2006 | 2013 | 2015 | 2017 | 2019 | 2020 | 2022 |